# Microrreserva Alt de les Xemeneies
La microrreserva de flora Alt dels Xemeneies se situa al terme municipal de Tibi, País Valencià, i té una superfície de 1,957 hectàrees, en la serra del Maigmó.

## Espècies prioritàries
Centaurea spachii, Cytisus scoparius subsp. reverchonii i Iberis carnosa subsp. hegelmaieri.

## Unitats de vegetació prioritàries
- Alzinars, Quercetum rotundifoliae, (codi Natura 2000: 9340).
- Zones subestèpiques de gramínies i anuals, Teucrio-Brachypodietum ramosi, (codi Natura 2000: 6220).[1]

## Limitacions d'ús
Queda prohibida la realització d'aprofitaments de fusta. No podran realitzar-se aclarides o labors silvícoles dins de la microrreserva, exceptuats els següents casos:
1. Programació de tasques de naturització i recuperació de l'alzinar de la zona, amb eliminació selectiva i progressiva dels peus menys desenvolupats dels pins, evitant l'alteració del perfil del sòl i de la vegetació ja consolidada.
2. Extraccions per motius fitosanitaris o per evitar danys per caiguda sobre les persones o les poblacions d'espècies protegides o amenaçades.
3. Aclarides de la pineda post-incendi, en el cas que la zona sofrira incendis forestals. Aquestes aclarides hauran d'estar incloses en un programa específic multianual.[1]